# Pamplona
Pamplona (spansk) eller Iruña (baskisk) eller Iruñea er en by i den nordøstlige del af Spanien. Den er hovedstad i den autonome region og provinsen Navarra og var hovedstad i det tidligere kongerige Navarra. Byen har 207.777(2024) indbyggere. Pamplona ligger ved de sydvestlige udløbere af Pyrenæerne ca. 75 km fra den franske grænse på højsletten La Meseta og ved Ebros biflod Arga. Byen ligger på Jakobsvejen. Særligt kendt er Pamplona for San Fermín-festen (6.-14. juli), hvor tyre slippes løs i gaderne som beskrevet i Ernest Hemingways roman Og solen går sin gang. 

## Eksterne links
- Byen Pamplonas officielle hjemmeside